# شقران أبيض ناصع
بوشيني أبيض ناصع (الاسم العلمي: Puccinia nivea) هو نوع من الفطريات يتبع جنس البوشيني من فصيلة البوشينية.